# Vol sur Tanger
Pour plus de détails, voir Fiche technique et Distribution.
Vol sur Tanger (Flight to Tangier) est un film américain réalisé en relief (3-D) par Charles Marquis Warren, sorti en 1953.

## Synopsis
À bord d'un avion privé, le pilote Hank Brady braque une arme sur son seul passager, Franz Kovaz, après avoir mis les instruments en pilotage automatique. À l'aérodrome de Tanger, un autre pilote américain, Gil Walker, sa petite amie française Nicki et son compagnon Danzer, une femme nommée Susan Lane et un lieutenant de police, Luzon, attendent. L'avion passe au-dessus de l'aéroport puis s'écrase sur le Tarmac et s'enflamme.
Capturés par la police alors qu'ils enquêtaient sur l'épave, Gil et Susan sont emmenés chez le supérieur de Luzon, le colonel Wier, pour être interrogés. Il est révélé que Gil a connu Hank pendant la guerre et que Susan a été fiancée avec lui. Des personnages suspects les suivent, menés par Danzer, qui s'introduit de force dans leur voiture. Il s'avère que Kovaz transportait des documents falsifiés d'une grande valeur. Gil, Susan et Nicki sont retenus par les hommes de Danzer mais ils sont retrouvés par la police, dirigée par Luzon, qui est abattu, ce qui permet à Gil de s'échapper.
Il se retrouve en fuite, suspecté de meurtre et ne sait pas à qui faire confiance. Les choses se corsent lorsque Hank et Kovaz apparaissent, après avoir sauté en parachute de l'avion. Lors d'une ultime confrontation, Hank et Susan se révèlent être des agents du gouvernement américain, travaillant sous couverture. Hank est tué. Au cours d'une fusillade, la plupart des membres du gang, ainsi que Nicki, sont tués.
Gil est libre de partir et lui et Susan montent dans le même avion.

## Fiche technique
- Titre : Vol sur Tanger
- Titre original : Flight to Tangier
- Réalisation : Charles Marquis Warren
- Scénario : Charles Marquis Warren
- Producteur : Nat Holt
- Société de production : Nat Holt Productions
- Société de distribution : Paramount Pictures
- Musique : Paul Sawtell
- Photographie : Ray Rennahan
- Montage : Frank Bracht
- Direction artistique : John B. Goodman et Hal Pereira
- Décorateur de plateau : Sam Comer et Bertram C. Granger
- Pays d'origine : États-Unis
- Langue : anglais
- Format : Couleur (Technicolor) - 35 mm - 1,66:1 - Son : Mono (Western Electric Recording)
- Genre : Film d'aventure
- Durée : 90 minutes
- Dates de sortie : 
  - États-Unis : 21 novembre 1953
  - France : 28 mai 1954

## Distribution
- Joan Fontaine : Susan Lane
- Jack Palance : Gil Walker
- Corinne Calvet : Nicki
- Robert Douglas : Danzer
- Marcel Dalio : Goro
- Jeff Morrow : Colonel C.M. Wier
- Richard Shannon : Lieutenant Bill Luzon
- Murray Matheson : Franz Kovac
- John Doucette : Tirera
- John Pickard : Hank Brady
- James K Anderson : Dullah
- Bob Templeton : Policier
- Peter Coe : Hanrah
- Madeleine Holmes : Rosario
- John Wengraf : Kalferez

Acteurs non crédités
- Pilar Del Rey : Jeune espagnole
- Jerry Paris : Policier en voiture